# Коле Орзо (Фрозиноне)
Коле Орзо је насеље у Италији у округу Фрозиноне, региону Лацио.
Према процени из 2011. у насељу је живело 36 становника. Насеље се налази на надморској висини од 168 м.